# Salmerón (Guadalajara)
Salmerón ist ein zentralspanischer Ort und eine Gemeinde (municipio) mit nur noch 148 Einwohnern (Stand: 2024) in der Provinz Guadalajara in der Autonomen Region Kastilien-La Mancha. Der Ort lag an der Ruta de la Lana, einem mittelalterlichen Handels- und Pilgerweg; die Gemeinde gehört heute zur dünn besiedelten Region der Serranía Celtibérica. 

## Lage und Klima
Der knapp 825 m hoch gelegene Ort Salmerón liegt im Osten der Alcarria, einer Landschaft im Norden des Südteils der Iberischen Hochebene (meseta). Die Provinzhauptstadt Guadalajara ist ca. 80 km (Fahrtstrecke) in westlicher Richtung entfernt. Das Klima im Winter ist gemäßigt, im Sommer dagegen warm bis heiß; die eher geringen Niederschlagsmengen (ca. 425 mm/Jahr) fallen – mit Ausnahme der nahezu regenlosen Sommermonate – verteilt übers ganze Jahr.

## Bevölkerungsentwicklung
| Jahr      | 1857  | 1900 | 1950 | 2000 | 2019 |
| Einwohner | 1.294 | 977  | 939  | 252  | 157  |

Aufgrund der Mechanisierung der Landwirtschaft, der Aufgabe bäuerlicher Kleinbetriebe und des daraus resultierenden Verlusts von Arbeitsplätzen ist die Einwohnerzahl der Gemeinde seit der Mitte des 20. Jahrhunderts stark rückläufig (Landflucht).

## Wirtschaft
Ackerbau war in der gebirgigen und felsigen Landschaft nur sehr eingeschränkt möglich; man widmete sich deshalb vorrangig der Viehwirtschaft, deren haltbare Produkte (Käse, Wurst, Wolle und Tierhäute) bei fahrenden Händlern gegen andere Waren getauscht werden konnten.

## Geschichte
Zeugnisse einer keltischen, römischen, westgotischen und selbst islamisch-maurischen Besiedlung fehlen. Eine bewaffnete Rückeroberung (reconquista) von Salmerón fand somit wahrscheinlich nicht statt. Zusammen mit den Nachbarorten Alcocer und Valdeolivas gehörte der Ort zur Grundherrschaft (señorio) des Infanten Juan Manuel, der um das Jahr 1325 auf einer Anhöhe beim Ort eine Burg (castillo) erbauen ließ, die jedoch in der Zeit des Spanischen Erbfolgekrieges (1701–1714) zerstört wurde.

## Sehenswürdigkeiten
- Von der Burg sind außer der Umfassungsmauer keine Reste mehr erhalten. An ihrer Stelle befindet sich der heutige Friedhof (cementerio) des Ortes.[4]
- Hauptattraktionen des Ortes sind die Plaza Mayor und die davon abgehenden Seitenstraßen mit ihren Stützenhäusern (soportales)
- Die Iglesia de Nuestra Señora de la Asunción wurde im 14./15. Jahrhundert erbaut; der heutige Zustand entspricht jedoch in weiten Teilen den Neu- und Umbauten des 16./17. Jahrhunderts. Die drei stilistisch unterschiedlich gestalteten Portale bezeugen die Baugeschichte. Im einschiffigen, aber mit Seitenkapellen versehenen Innern befand sich ein repräsentatives Altarretabel (retablo), das in der Zeit des Spanischen Bürgerkriegs (1936–1939) zerstört wurde.
- Auch vom ehemaligen Augustiner-Konvent stehen nur noch Reste.